# Kolozsvári Tízes Szervezet
A Kolozsvári Tízes Szervezet az 1940-es évek első felének önkormányzati, önsegélyező szerveződése volt. Előzményei azonban több száz éves múltra tekintenek vissza.

## Történelmi előzmények
A tízes (némely vélemény szerint: tizes) szervezetek, mint települési, társadalmi, önkormányzati egységek, egy-egy településen belül alakultak ki. Még nem eldöntött kérdés, hogy az első ilyen „szomszédsági szervezetek” mikor jöttek létre, hogy a kezdetek esetleg a honfoglalás korára nyúlnak-e vissza. Az viszont vitathatatlan, hogy a késői középkorban Magyarország és Erdély számos településén működtek. Nem csupán a székelyek között, hanem az erdélyi szász településeken, sőt a mai Magyarország több településén is. A szászok a „Nachbarschaft”, azaz szomszédság, a magyar nyelvűek pedig többnyire a „tízesek” elnevezést használták. A ránk maradt írott dokumentumok kis száma miatt eddig azt sem sikerült eldönteni, melyik nemzetiségnél alakultak ki elsőként ezek a társadalmi struktúrák: a székelyektől vették-e át a szászok vagy fordítva.
Az is csupán valószínűsíthető, de nem bizonyított, hogy mind a szászoknál, mind a székelyeknél eredetileg hadiszervezetek lehettek a tízesek, illetve a szomszédságok.
Az ősi katonai szervezetben tíz (néha több) család alkotott egy tizedet, s a lakosság tizedenként teljesítette honvédelmi kötelezettségét. Békében a tized családjai együtt végezték a közmunkákat. A tized élén a tizedes állt, akinek kötelessége volt számon tartani a vezetése alatt álló közösséget, és ha a tized valamelyik családjában nehézség támadt, a tizedes igyekezett segíteni. A tizedes rendszerint a tizedben élő legtekintélyesebb családfő volt, akire az egész közösség hallgatott. Tiszte nem egy életre szólt, hanem a tizedesség a tizeden belül lakó tekintélyes családfők között évenként, néha több évenként változott. Megbízatását vagy a saját közösségétől, vagy a területi önkormányzati hatóságtól kapta.
A tízes szervezetekről, illetve a szomszédságokról a ma ismert legkorábbi írásbeli emlékek a 16. és a 17. századból származnak.
Kolozsvár esetében például a fennmaradt dokumentumok alapján tudjuk, hogy a város a 16. században fertályokra (városnegyedekre) és azon belül tizedekre oszlott. Kolozsvárnak ekkor öt fertálya volt, az öt fertály pedig 111 tizedre tagozódott. A fertályok élén álltak a fertálykapitányok, a tizedek élén a tizedesek. Ők a közösség bizalmából, fizetés nélkül végezték a munkájukat. A kapitányok és a tizedesek tartották a kapcsolatot a városi tanács és a saját kisközösségeik között. Mai kifejezéssel összekapcsolták a közigazgatást és a társadalmat. Főbb feladataik közé tartozott többek között: közhírré tenni a város közérdekű rendelkezéseit; betartatni a közrendet; részt venni a városi adók kivetésében és behajtásában; a bűnözőket és a rendbontókat elfogni és bíró elé állítani; megszervezni a közmunkákat, a tűzvédelmet és a városvédelmet. – Kolozsvárott ez fajta önkormányzati szerveződés kisebb-nagyobb változásokkal fennmaradt, és különböző intenzitással ugyan, de működött egészen a 19. század végéig.

## A Kolozsvári Tízes Szervezet megalakulása
Kolozsvárott a tízesek huszadik századi újjászervezése 1939-ben kezdődött a Romániai Magyar Népközösség megalakulásával. Miután az előző évben Romániában betiltották (a többi párttal együtt) az Országos Magyar Pártot, csak a Népközösségnek maradt lehetősége, hogy országos viszonylatban képviselje az erdélyi magyar kisebbség érdekeit. Aktív és elkötelezett vezetői hamar felismerték, hogy az adott körülmények között nem szabad megelégedni azzal, hogy néhány politikus és néhány értelmiségi ügye maradjon a magyarság védelme, hanem arra kell törekedni, hogy – félretéve a párt- és osztályszempontokat – a szervező munka horizontálisan és vertikálisan is áthassa az egész társadalmat. Ennek a célnak kiválóan megfeleltek a kisközösségekre (10-30 család összefogására) építő, több évszázados hagyománnyal rendelkező tízes szervezetek.
A szervező munka nagyobb lendületet akkor vett, amikor 1939 végén a komoly cserkészvezetői múlttal és nagyfokú szociális érzékenységgel valamint közismerten jó szervezői készséggel rendelkező kolozsvári tanárt, Puskás Lajost nevezték ki a Romániai Magyar Népközösség társadalmi szakosztályának vezetésével. Puskás Lajos 1940 elejétől nagy lendülettel látott neki a szervező munkának. 1940 augusztusára már a város magyar lakosságának 60 százalékát átfogta a szervezet.
Puskás Lajos szervezői munkájában rendkívüli fontosságot tulajdonított a tizedesek és a tizedeseket összefogó főtizedesek személyének, megfelelő kiválasztásuknak és folyamatos képzésüknek. Meggyőződése volt: „A munka sikere egyetlen tényezőtől függ, a tizedestől. Ha rendelkezünk elég alkalmas magyar emberrel, aki a tizedesi kötelességeket komolyan veszi, úgy, hogy rendkívül felelősségteljes munkáját becsülettel el is végzi, akkor nyert ügyünk van. Viszont hitelét veszítheti a tizedesség, ha alkalmatlan, számító, önző és nem talpig becsületes emberek kerülnek a tizedesi karba. Nem lehet tehát tizedességet máról-holnapra létrehozni. Hosszas nevelő és oktató munka kell, hogy megelőzze.”

## A Tízes Szervezet a magyar közigazgatás éveiben
Erdély 1940 kora őszi visszacsatolását követő katonai közigazgatás idején úgy tűnt, hogy nincs tovább szükség a tízes szervezet tevékenységére. Újabb lendületet akkor vett a munka, amikor a felállt a polgári közigazgatás, és a város új polgármestere, Keledy Tibor 1942-ben a népjóléti ügyosztály vezetőjének, Csizmadia Andornak (a pécsi tudományegyetem későbbi professzorának és kari dékánjának) a javaslatára a Tízes Szervezet újbóli életre hívása és a városi közigazgatással való összekapcsolása mellett döntött.
Puskás Lajos a szervezet elnökeként napi kapcsolatban volt a több száz tizedessel. A Kolozsvári Estilap-ban állandó rovatot kapott a szervezet.
A polgármester rendeletbe adta titkárjának, hogy Puskás Lajost bármikor fogadja. Javaslatait mindig tárgyszerűen megvitatta és nagyon gyakran el is fogadta. Havonta egyszer a polgármester elnökletével és a tanácsnokok kötelező jelenléte mellett „panasznapokat” tartottak, amelyeken a tizedesek előadták utcájuk panaszait, kéréseit és javaslataikat. Így a Tizedes szervezet nagy hatást volt képes gyakorolni a városi közigazgatás munkájára.
A tízes szervezet szerteágazó tevékenységéből néhány példa: a rászorulóknak ingyenes orvosi és gyógyszer-ellátást nyújtott, térítésmentes jogsegélyszolgálatot biztosított a szegényeknek. Népművelő és színházi előadásokat szervezett. Pénzbeli támogatást nyújtott a legelesettebbeknek. Az egyre nehezedő háborús helyzetben a tizedesek mérték fel az élelmiszerjegy-igényeket és végezték a szétosztást. Részt vettek a zsidók mentésében, a bombázások után a romeltakarításban és a kibombázottak elhelyezésében. 1944 szeptemberében, a front közeledtével, a Tízes fellépett a város kiürítésének terve ellen. A lakosságot maradásra biztatta. A magyar és német katonaság elvonulása után megszervezte a városőrséget.

## A Tízes Szervezet felszámolása
Az 1944 októberi orosz megszállást követően a megszerveződő baloldal nem akarta sokáig megtűrni a keresztény-szociális szellemiséget képviselő Tízes Szervezetet. Bár kezdetben úgy tűnt, hogy a szovjet katonai vezetés pozitívan ítéli meg a tízesek múltbéli munkáját és támogatja jövőbeli tevékenységét, hamarosan nyilvánvalóvá vált, hogy az egyre nagyobb szerephez jutó kommunisták nem kívánnak maguk mellé vetélytársakat. Ezért a Tízes szervezet annak ellenére sem maradhatott fenn, hogy átalakult Szomszédsági Szervezetté, és vezetőségébe bevontak magyar és román származású kommunistákat is. November 24-én felszólították Puskás Lajost, hogy a Szomszédsági Szervezet szüntesse be működését. Ezzel véget ért a 20. század egyik fontos társadalomszervezési kísérlete.